# Jean-Claude Lebensztejn
Jean-Claude Lebensztejn (...) è uno storico dell'arte e critico d'arte francese.
È stato professore alla Sorbonne. Importanti le sue teorie sull'origini dell'arte del XX secolo. Ha scritto importanti testi su Cézanne (Paris 2005), Malcolm Morley (2002).

## Riferimenti
- Locus focus: Jean-Pierre Criqui talks with Jean-Claude Lebensztejn - Interview by Jean-Pierre Criqui, in: ArtForum,  June, 2003